# Heinäsaari (ö i Kuhmois, Höyläsjärvi)
Heinäsaari är en ö i Finland. Den ligger i sjön Höyläsjärvi och i kommunen Kuhmois i den ekonomiska regionen  Jämsä  och landskapet Mellersta Finland, i den södra delen av landet, 170 km norr om huvudstaden Helsingfors. Öns area är omkring 750 kvadratmeter och dess största längd är 40 meter i sydöst-nordvästlig riktning.